# Cassa di Risparmio di Reggio Emilia
La Cassa di Risparmio di Reggio Emilia S.p.A. (Carire) è stata una banca italiana con sede a Reggio Emilia. La banca si è fusa con la Banca Popolare di Brescia nel 1999.

## Storia
La banca fu fondata come cassa di risparmio il 31 marzo 1852 da Pietro Manodori, presidente del locale monte di pietà, fondato nel 1494. La costituzione della cassa fu autorizzata con decreto del duca di Modena Francesco V.
Nel 1991, per effetto della Legge Amato, la cassa fu trasformata in una società per azioni, che proseguiva l'attività bancaria, mentre le attività senza fine di lucro furono conferite in una fondazione bancaria. Inizialmente la banca aveva un capitale di 120 miliardi di lire. Esso fu aumentato a 183 miliardi nel 1999.
Nel 1998 la Cassa di Risparmio di Reggio Emilia era la 45^ banca italiana per raccolta.
La Carire (com'era chiamata comunemente) si fuse con la Banca Popolare di Brescia (Bipop) nel 1999, dando vita alla Bipop Carire. Questo nuovo istituto si fuse con la Banca di Roma creando Capitalia, che a sua volta entrò nell'UniCredit nel 2008.